# Поселення Швайківці II
Поселення Швайківці II — щойновиявлена пам'ятка археології в селі Швайківцях Заводської громади Чортківського району Тернопільської области України.

## Відомості
Розташована в південних околицях села, пологі схили правого берега р. Нічлавки.
У 2011 р. поселення обстежували працівники Тернопільської обласної інспекції охорони пам'яток  О. Дерех, А. Загородній. Під час обстеження пам'ятки виявлено старожитності епохи бронзи, ранньозалізного часу, трипільської та черняхівської культур.